# Watergentiaanfamilie
De watergentiaanfamilie (Menyanthaceae) is een familie van tweezaadlobbige planten. Een dergelijke familie is algemeen erkend door systemen van plantentaxonomie. Het APG III-systeem (2009) erkent deze familie ook en plaatst haar in de orde Asterales, onveranderd ten opzichte van het APG II-systeem (2003) en het APG-systeem (1998).
Het zijn meestal kruidachtige moeras- en waterplanten. De familie komt wereldwijd voor. In Nederland komen waterdrieblad (Menyanthes trifoliata) en watergentiaan (Nymphoides peltata) voor.
In totaal telt de familie zo'n 40 soorten in 5 geslachten:
- Liparophyllum
- Menyanthes
- Nephrophyllidium
- Nymphoides
- Villarsia

In het Cronquist-systeem (1981) werd de watergentiaanfamilie ondergebracht in de orde Solanales.